# Japan Ice Hockey League 1968/69
Die Saison 1968/69 war die dritte Spielzeit der Japan Ice Hockey League, der höchsten japanischen Eishockeyspielklasse. Meister wurden zum ersten Mal in der Vereinsgeschichte überhaupt die Ōji Eagles. Topscorer mit 21 Punkten wurde Hideaki Kurokawa von Meister Ōji. 

## Modus
In der Regulären Saison absolvierte jede der fünf Mannschaften insgesamt acht Spiele. Der Erstplatzierte nach der Regulären Saison wurde Meister. Für einen Sieg erhielt jede Mannschaft zwei Punkte, bei einem Unentschieden einen Punkt und bei einer Niederlage null Punkte.

## Reguläre Saison

### Tabelle
|    | Team                     | GP | W | L | T | GF | GA | Pts |
| -- | ------------------------ | -- | - | - | - | -- | -- | --- |
| 1. | Ōji Eagles               | 8  | 7 | 0 | 1 | 63 | 12 | 14  |
| 2. | Seibu Prince Rabbits     | 8  | 4 | 2 | 2 | 40 | 20 | 12  |
| 3. | Iwakura Ice Hockey Club  | 8  | 3 | 4 | 1 | 29 | 27 | 7   |
| 4. | Fukutoku Ice Hockey Club | 8  | 2 | 6 | 0 | 20 | 47 | 4   |
| 5. | Furukawa Ice Hockey Club | 8  | 2 | 6 | 0 | 15 | 61 | 4   |

GP = Spiele, W = Siege, L = Niederlagen, T = Unentschieden

### Toptorschützen
| Spieler             | Team  | Tore |
| ------------------- | ----- | ---- |
| Hitoshi Wakabayashi | Seibu | 14   |
| Hideaki Kurokawa    | Ōji   | 13   |
| Takao Hikigi        | Ōji   | 13   |
| Nobuhiro Araki      | Ōji   | 6    |
| Yutaka Shibuya      | Ōji   | 6    |
| Makoto Masui        | Ōji   | 6    |

## Auszeichnungen
- Most Valuable Player – Hideaki Kurokawa, Ōji Eagles

## All-Star-Team
| Tor          | Toshimitsu Otsubo (Ōji) | Toshimitsu Otsubo (Ōji) | Toshimitsu Otsubo (Ōji) | Toshimitsu Otsubo (Ōji) | Toshimitsu Otsubo (Ōji)     | Toshimitsu Otsubo (Ōji)     |
| Verteidigung | Kenji Toriyabe (Ōji)    | Kenji Toriyabe (Ōji)    | Kenji Toriyabe (Ōji)    | Takaaki Kaneiri (Ōji)   | Takaaki Kaneiri (Ōji)       | Takaaki Kaneiri (Ōji)       |
| Sturm        | Hideaki Kurokawa (Ōji)  | Hideaki Kurokawa (Ōji)  | Takao Hikigi (Ōji)      | Takao Hikigi (Ōji)      | Hitoshi Wakabayashi (Seibu) | Hitoshi Wakabayashi (Seibu) |